# 六角氏式目
『六角氏式目』（ろっかくししきもく）は、戦国時代の分国法の一つ。南近江の六角家で制定された。『義治式目』ともいう。全67条。
制定は永禄10年（1567年）4月。この制定の背景には、永禄6年（1563年）10月に起こった観音寺騒動により、権力拡大を目指していた六角氏が逆に権威を失墜させていたことにあった。六角義治（義弼）が定めたとの体裁を取っているが、六角氏の権威が弱まる中で、蒲生定秀ら有力家臣が式目を起草し、義賢（承禎）・義治父子が承認することで成立した。また義賢・義治父子と20名の家臣との間で、式目の遵守を誓う起請文を相互に取り交わす形式を取っている。
他の分国法と異なり、大名の権力を制限するものとなっている。これは畿内近隣における国人層の強い自立性を示している。その反面、式目制定後は六角氏を中心とした秩序を回復させる動きもみられ、「国法」である式目に従って大名の権力を抑制する代わりに家臣団が大名を支えていくことを再確認したものであったとする評価もある。
また、67か条からなる内容は、債務や民事訴訟に係る民事規定が中心である。原則として在地の慣習法を尊重しているが、一方で領主の結束を図る手段も規定されている。領民に対しては、領主層の恣意的収奪を規制する体裁をとる一方、打ち壊しなど惣村の反領主行動を禁止するものとなっている。